# الحديقة التذكارية (الأرجنتين)

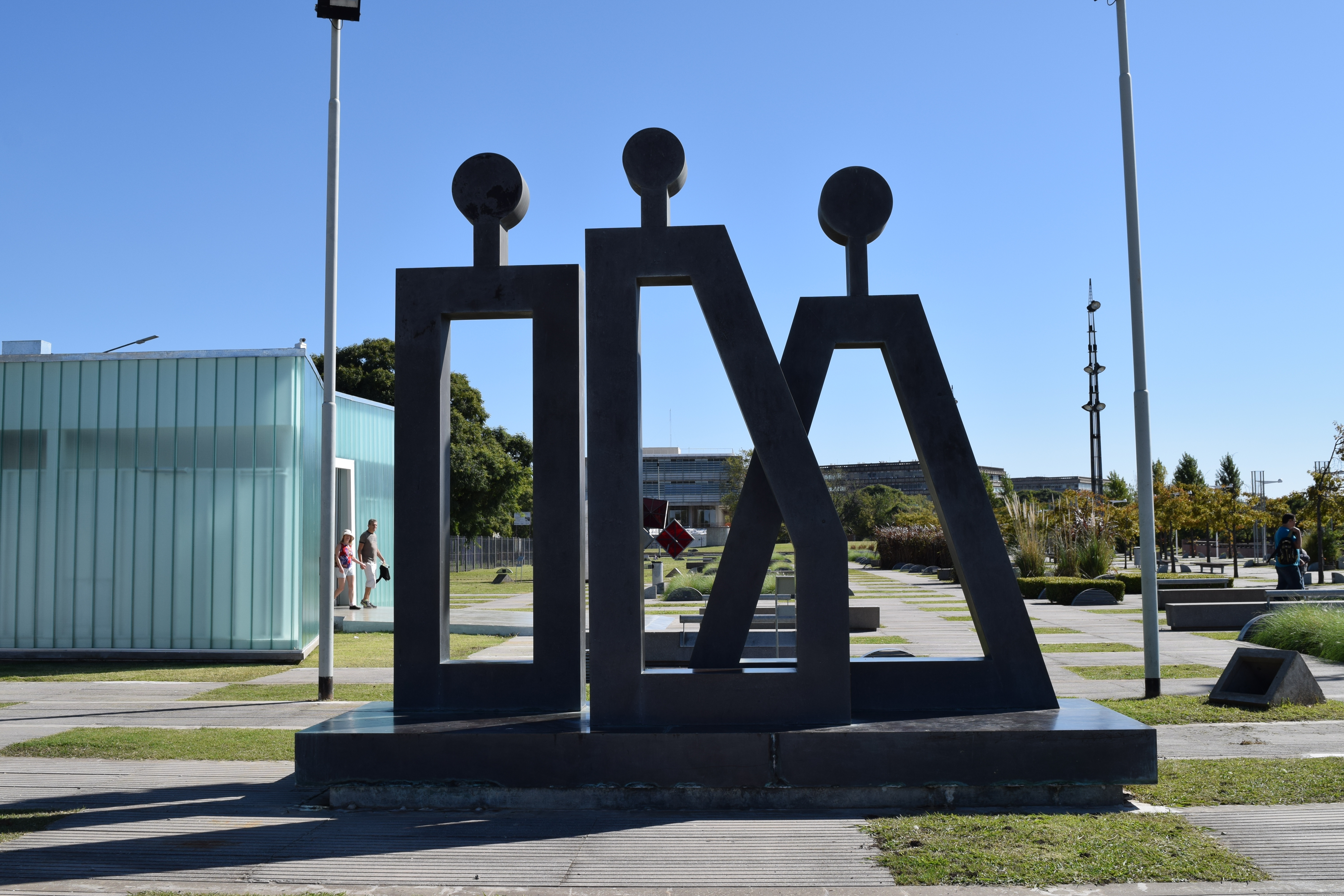

تُشير الحديقة التذكارية إلى المساحة العامة الواقعة أمام مصب نهر ريو دي بلاتا في الطرف الشمالي من منطقة بلغرانو في بوينس آيرس. وهي عبارة عن مبنى تذكاري لضحايا النظام العسكري الذي استمر من عام 1976 إلى 1983، وعُرف باسم عملية إعادة التنظيم الوطني، وتحديدًا الضحايا الذين سقطوا أثناء الحرب القذرة وهي الفترة التي شهدت أحداث عنف غير مسبوقة في الأرجنتين برعاية الدولة.

## الأصل
يعود أصل الحديقة التذكارية إلى منظمات حقوق الإنسان، ووافقت حكومة بوينس آيرس على إنشائها في الحادي والعشرين من يوليو عام 1998.

## الموقع
تقع الحديقة التذكارية على امتداد نهر ريو دي لا بلاتا في طريق كوستانيرا الشمالية في بوينس آيرس بالقرب من جامعة بوينس آيرس. ويوجد على مسافة 300 متر من شمال الحديقة، المطار العسكري كان يُستخدم في ما عُرف باسم «رحلات الموت» التي كان يتم خلالها إلقاء ضحايا حكومة المجلس العسكري في النهر أو البحر.

## الخصائص
تُغطي الحديقة مساحة 14 هكتارًا (34.5 فدانًا). في أكتوبر من عام 2006، تم تركيب ممر منحدر في الحديقة بالإضافة إلى بعض التماثيل التذكارية التي خُصصت لضحايا العنف الذي تم برعاية الحكومة. وصُمم هذا الممر المنحدر ليكون بمثابة «جرح» ضخم في عشب الحديقة الذي يقود إلى النهر، حيث كُتبت أسماء القتلى والمفقودين. وتحتوي الحديقة على ثمانية عشر تمثالاً، منهم اثنا عشر تم اختيارهم من خلال مسابقة، بينما التماثيل الست الآخرون لفنانين لديهم التزام تجاه حقوق الإنسان. تم تثبيت التماثيل التي صممها روبرتو أيزنبرج وويليام تاكر ودينيس أوبنهايم في الحديقة في أكتوبر من عام 2006. يوجد كذلك قاعة عامة للاجتماعات تُستخدم في الأغراض المتعلقة بالفنون والعلوم وذكرى ضحايا عملية إعادة التنظيم.
وتضم الحديقة أعمالاً غير معنونة للفنان أيزنبرج والفنان كلوريندو تيستا والفنانة جيني هولتزر. وهناك أعمال أخرى في الحديقة من بينها: الذاكرة المكانية للفنان بير كاركبي وبيت التاريخ للفنانة مارجيتيكا بورتيك والشخصيات المتحركة للفنانة ماجدلينا أباكوفيتش للفنان ليو فينشي وتلقي الفضل للفنان كارلوس دي ستيفانو.